# McLeod (Werkzeug)

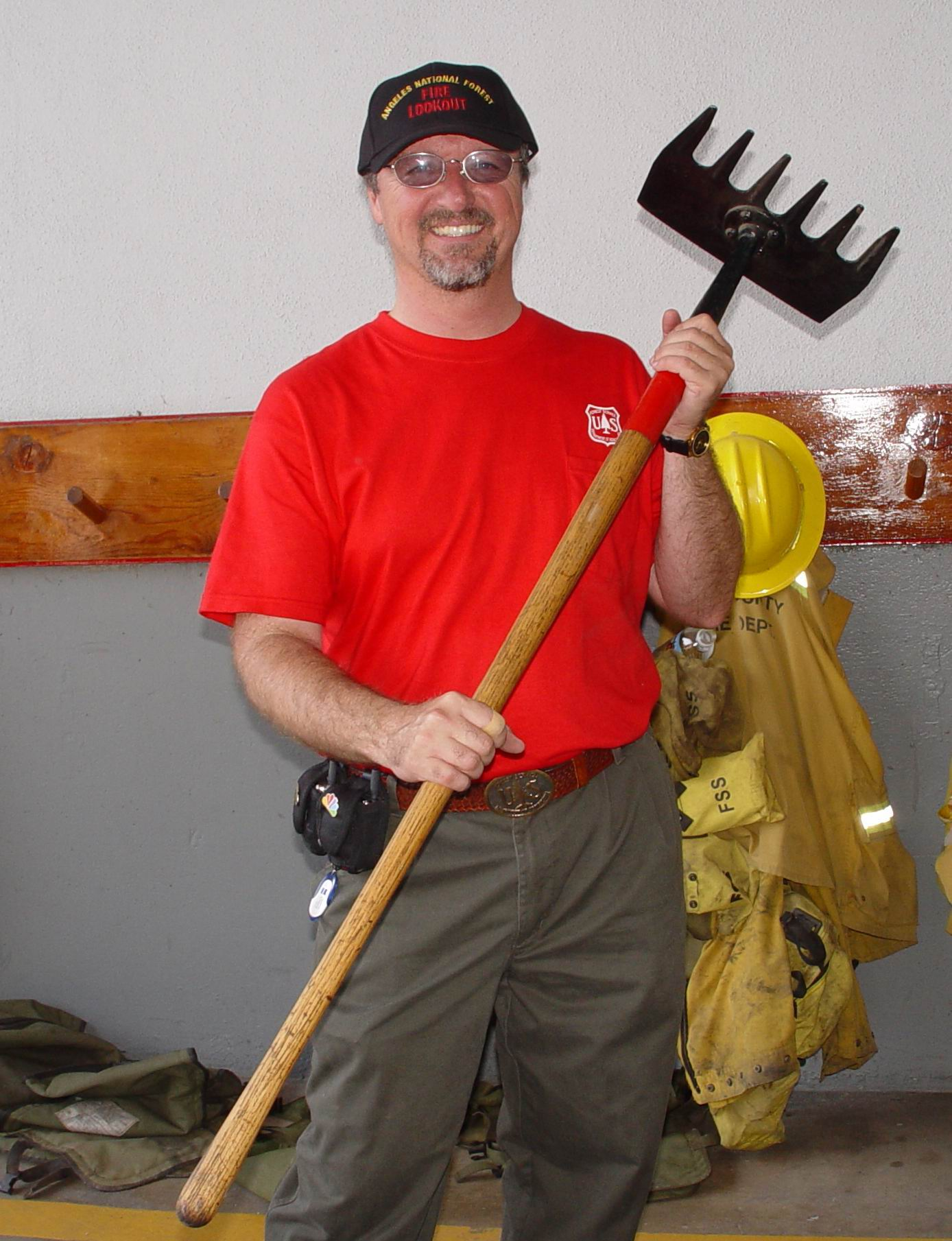
Feuerwehrmann mit McLeod-Tool

Das McLeod (auch McLeod-Tool) ist ein spezielles Werkzeug zur Waldbrandbekämpfung. Es wird vor allem von den Feuerwehren und Forstbehörden in den Vereinigten Staaten und Kanada eingesetzt. Mittlerweile wird es aber auch in Europa immer verbreiteter.
Das Kombinationswerkzeug wurde 1905 von Malcolm McLeod, einem Ranger des United States Forest Service erfunden. Er ist der Namensgeber des stabilen Rechens, der am Kopf mit geschärften Zinken auf der einen und einer Hackklinge auf der anderen Seite ausgestattet ist. Es wird beim Anlegen von Brandschneisen eingesetzt und kann je nach Bodenbeschaffenheit zum Graben oder Abtragen von Material verwendet werden.
Beim US Forest Service wird es aufgrund seiner Beschaffenheit nicht nur bei der Brandbekämpfung eingesetzt, sondern eignet sich auch zur Instandhaltung von Wanderwegen und -pfaden.
Wegen seiner Beschaffenheit ist im Umgang mit dem Werkzeug besondere Vorsicht geboten, da durch den auf beiden Seiten geschärften Werkzeugkopf erhöhte Verletzungsgefahr besteht.